# دائرة مسكيانة
دائرة مسكيانة إحدى دوائر ولاية أم البواقي الجزائرية . عاصمتها هي مسكيانة وتضم بلديات : 
- مسكيانة
- بحير شرقي
- البلالة
- الراحية